# A Specimen of the Botany of New Holland

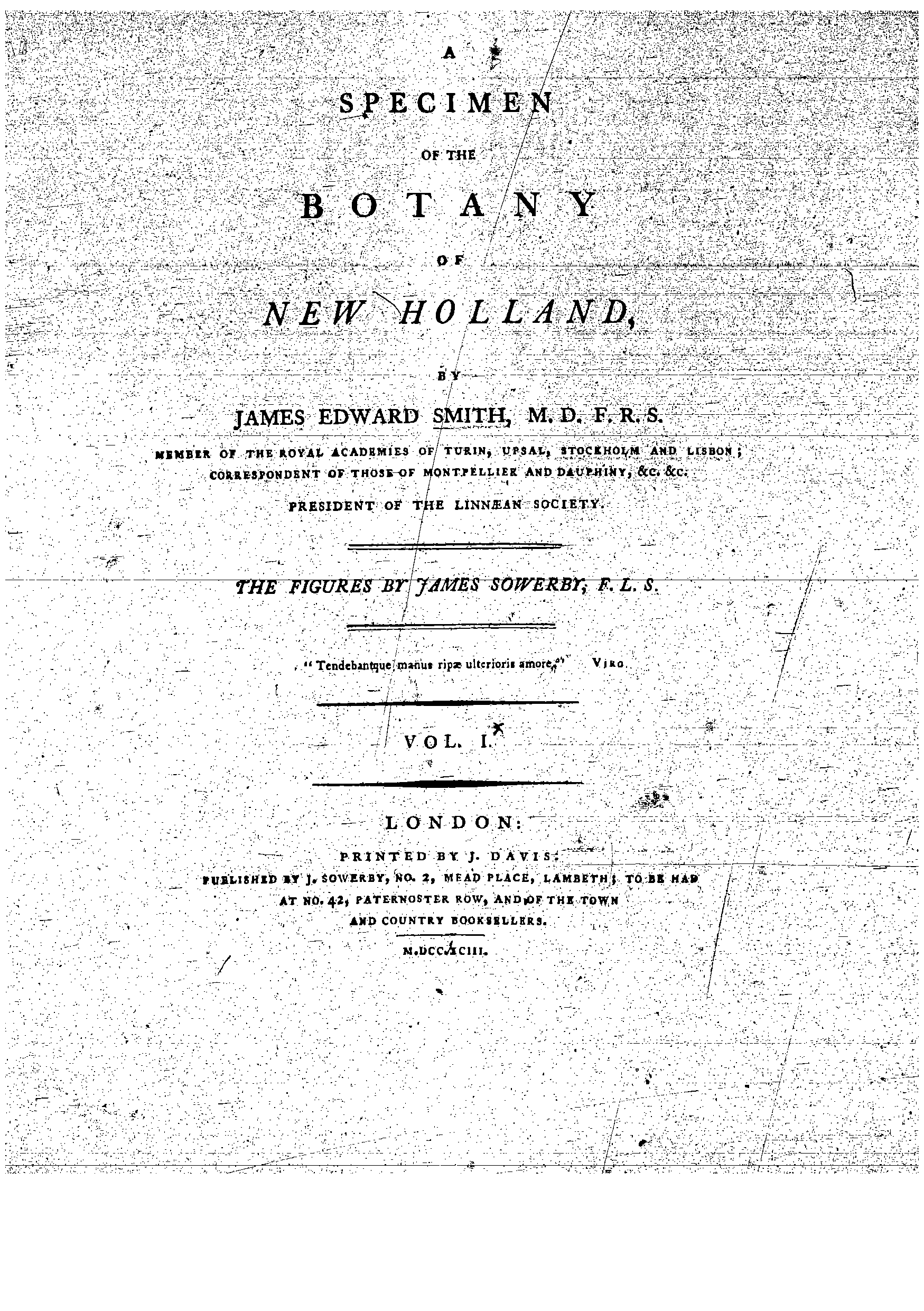
Frontispicio

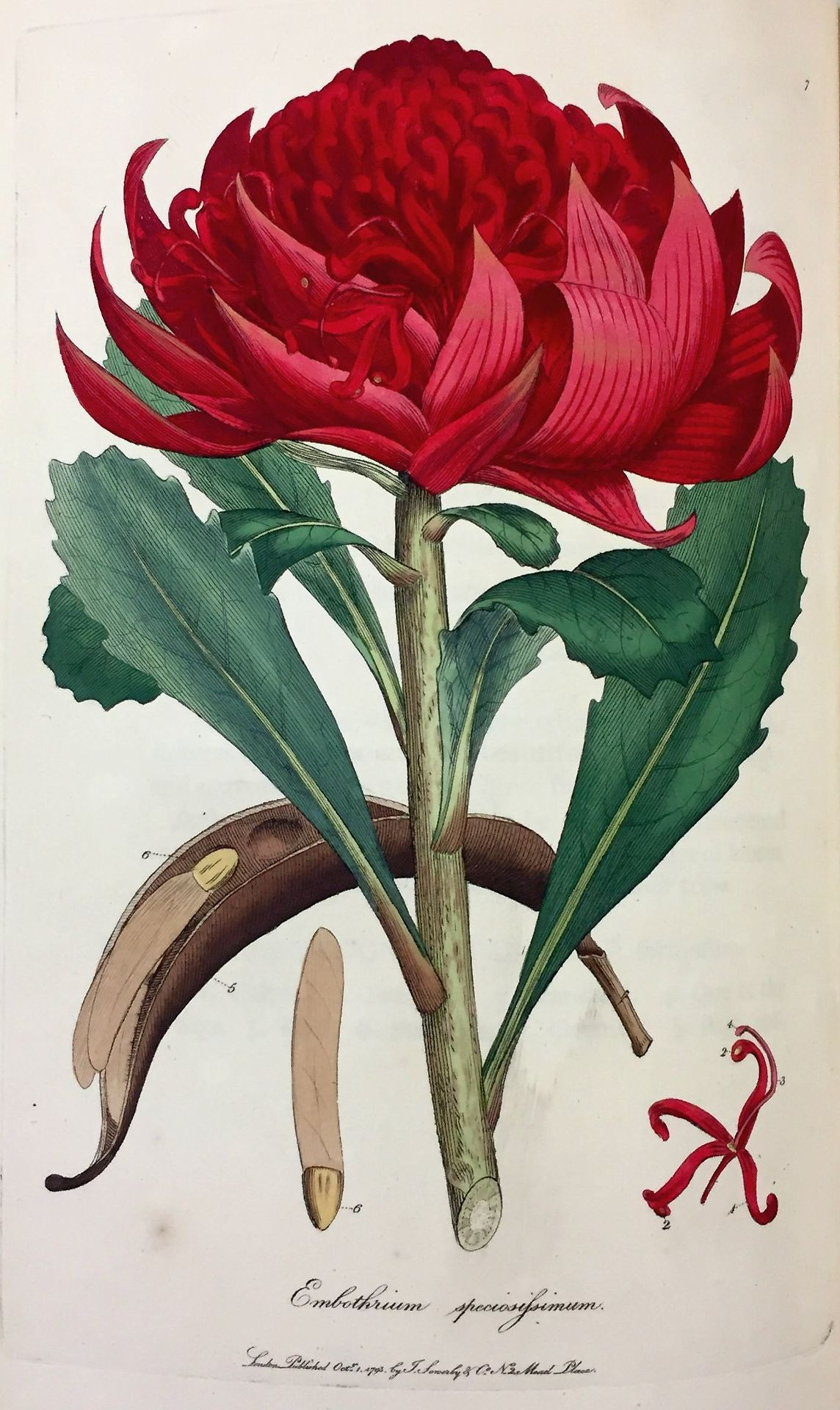
Grabado de James Sowerby de Embothrium speciosissimum, ahora Telopea speciosissima

A Specimen of the Botany of New Holland, también conocido por su abreviatura Spec. Bot. New Holland, fue el primer libro publicado sobre la flora australiana. Escrito por James Edward Smith e ilustrado por James Sowerby, fue publicada por Sowerby en cuatro partes entre 1793 y 1795. Consta de 16 láminas en color de pinturas de Sowerby, sobre todo a partir de bocetos de John White, y con alrededor de 40 páginas de texto que lo acompaña. Se presentó como el primer volumen de una serie, pero ningún volumen más fue editado.
El trabajo comenzó como una colaboración entre Smith y George Shaw. En conjunto, produjeron una obra en dos partes, titulada Zoology and Botany of New Holland, cada parte, con dos placas de zoología y dos de botánica, junto con el texto acompañante. Estos aparecieron en 1793, a pesar de que las propias publicaciones indican que se producen en 1794. La colaboración terminó en esa fecha, y Shaw pasó a producir de manera independiente su Zoology of New Holland. La contribución de Smith para Zoología y Botánica de Nueva Holanda se convirtió en las dos primeras partes de A Specimen of the Botany of New Holland, las otras dos partes fueron emitidas en 1795.
Las siguientes plantas australianas fueron incluidas en dicha edición:
- Billardiera scandens
- Tetratheca juncea
- Ceratopetalum gummiferum
- Banksia spinulosa (Hairpin Banksia)
- Goodenia ramosissima, ahora Scaevola ramosissima
- Platylobium formosum
- Platylobium parviflorum, ahora Platylobium formosum subsp. parviflorum
- Embothrium speciosissimum, ahora Telopea speciosissima (New South Wales Waratah)
- Embothrium silaifolium, ahora Lomatia silaifolia
- Embothrium sericeum, ahora Grevillea sericea
  - E. s. var. minor, ahora Grevillea sericea
  - E. s. var. major, ahora Grevillea speciosa
  - E. s. var. angustifolia, ahora Grevillea linearifolia
- Embothrium buxifolium, ahora Grevillea buxifolia (Grey Spider Flower)
- Pimelea linifolia
- Pultenaea stipularis
- Eucalyptus robusta
- Eucalyptus tereticornis
- Eucalyptus capitellata
- Eucalyptus piperita (previamente publicado por Smith in White's 1790 Journal of a Voyage to New South Wales)
- Eucalyptus obliqua (previamente publicado por Charles Louis L'Héritier de Brutelle)
- Eucalyptus corymbosa, ahora Corymbia gummifera (previamente publicado por Joseph Gaertner como Metrosideros gummifera)
- Styphelia tubiflora
- Styphelia ericoides, ahora Leucopogon ericoides
- Styphelia strigosa, ahora Lissanthe strigosa
- Styphelia scoparia, ahora Monotoca scoparia
- Styphelia daphnoides, ahora Brachyloma daphnoides
- Styphelia lanceolata, ahora Leucopogon lanceolatus
- Styphelia elliptica, ahora Monotoca elliptica
- Mimosa myrtifolia, ahora Acacia myrtifolia
- Mimosa hispidula, ahora Acacia hispidula